# Ferraù Fenzoni
Ferraù Fenzoni ou Ferrau Fenzoni, Faenzoni, Fanzoni, Fanzone, (né à Faenza en 1562 et mort dans la même ville le 11 avril 1645) est un peintre italien.
Il avait une prédilection pour les sujets bibliques et religieux et travaillait dans un style maniériste tardif. Il s'est formé et a travaillé à Rome . Il est également appelé « Ferraù da Faenza » et « Il Faenzone » d'après sa ville natale, Faenza.

## Biographie

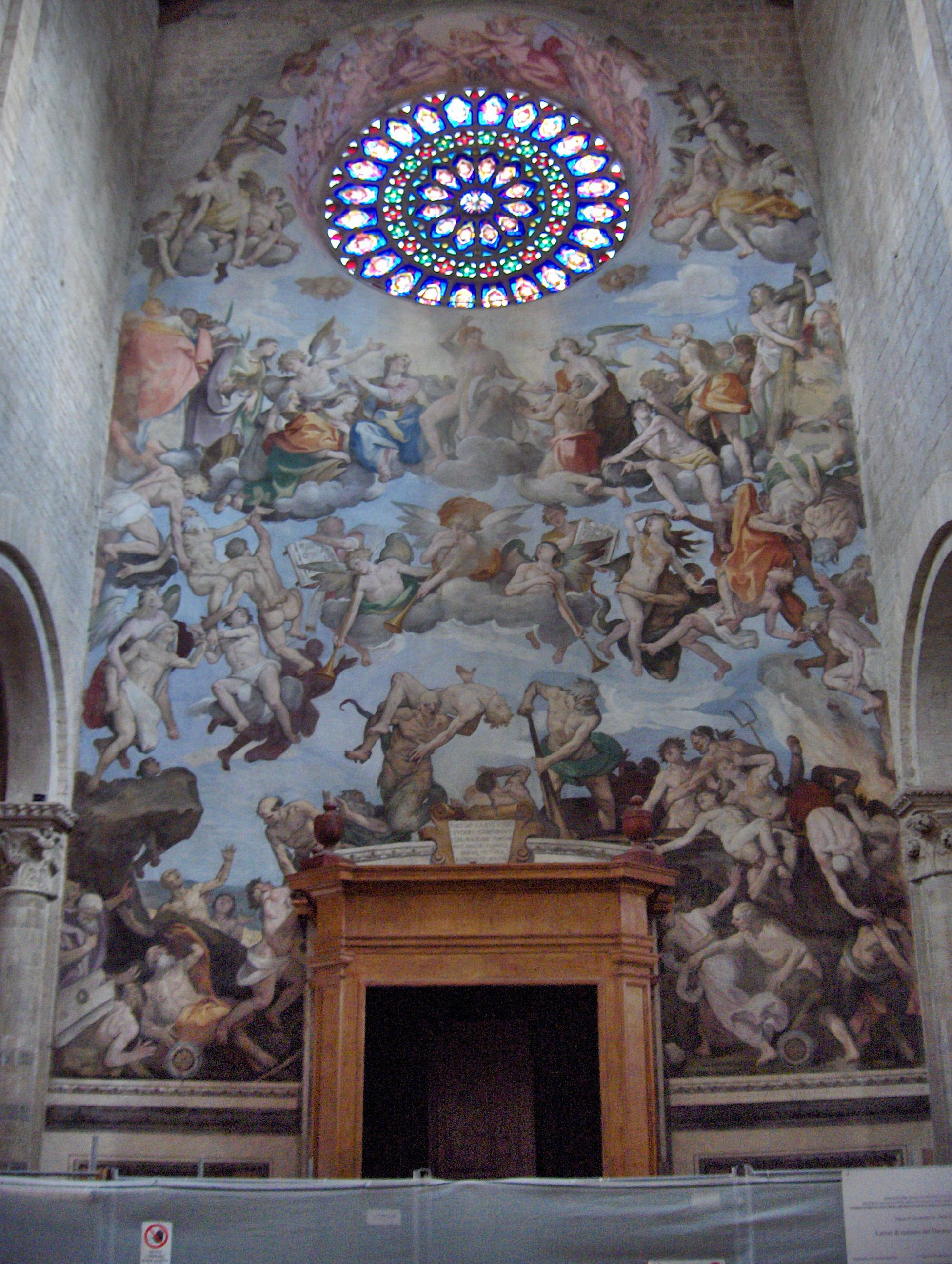
Jugement dernier, Cathédrale de Todi.

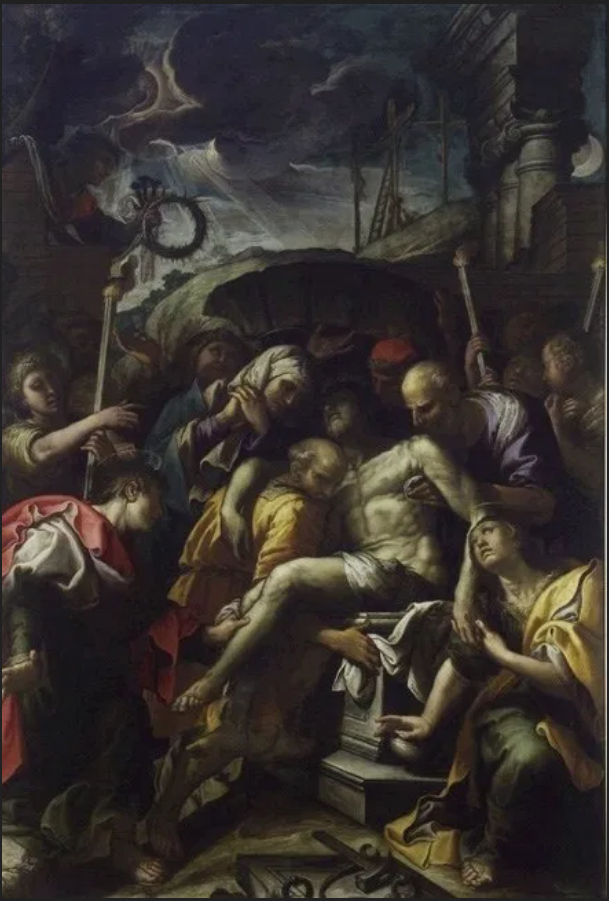
La Déposition.

Ferraù Fenzoni est né à Faenza et s'installe jeune à Rome au début des années 1580. Il fait son apprentissage à Rome sous la papauté de Grégoire XIII et travaille sur de cycles de fresques sous le pape Sixte V, comme la Loggia della Benedizioni du Palais du Latran, les fresques des murs et des voûtes de la Scala Santa de la basilique adjacente de Saint-Pierre, Saint-Jean-de-Latran et la décoration de la bibliothèque Sixtine.
À partir de 1594, il travaille à Todi où Il réalise des décorations illusionnistes dans le palais épiscopal et des retables et peintures murales dans la cathédrale de Todi. La majeure partie de ce dernier travail est perdue à l'exception du Jugement dernier .
Il revient à Faenza en 1599 où il reste jusqu'à la fin de sa carrière. Il décore les chapelles de la cathédrale de Faenza de 1612 à 1616. En 1622, il achève une Déposition.
Parmi ses œuvres de sa dernière période figurent La Piscine de Béthesda, réalisée vers 1600 pour la confrérie de San Giovanni Decollato. Il a  travaillé pour des églises d'autres localités de la Romagne, notamment à Bagnacavallo, Castel Bolognese et Cesena. L'une de ses dernières peintures  est un retable La déposition datant d'environ 1622, peint pour la chapelle de l'artiste dans l'église détruite Madonna del Fuoco, à Faenza. À la fin des années 1620, Fenzoni arrête de peindre en raison de sa mauvaise vue.
L’artiste devient une personnalité locale  et reçoit des honneurs. Le 25 avril 1634, il est nommé vicaire et gardien ( castellano ) de Granarolo. En 1640, le cardinal Girolamo Colonna le fait chevalier de l'Ordre de l'Éperon d'Or ( cavaliere dello speron d'oro ).

## Style
Ses toiles sont exécutées dans un style maniériste tardif influencé par les artistes travaillant  à Prague pour la cour de Rodolphe II, appelés maniéristes du Nord. Sa gamme chromatique, l'utilisation de la lumière et ses tons irisés le placent dans la tradition de Federico Barocci. Le travail de Fenzoni présente des affinités avec  Francesco Vanni et Andrea Lilio, deux artistes avec lesquels il a échangé des dessins .
Fenzoni, dessinateur prolifique  a continué à dessiner jusqu'à ses vieux jours. Sa réputation lui permet d'obtenir des commandes de dessins à la plume, vendus comme œuvres d'art. Environ 160 de ses dessins  ont survécu, dont une grande partie se trouve dans la collection des Offices à Florence .